# Nekrolog 3. Quartal 1991
Nekrolog
◄◄
| ◄
| 1987
| 1988
| 1989
| 1990
| 1991 | 1992 | 1993 | 1994 | 1995 | ► | ►►
1. Quartal |
2. Quartal |
3. Quartal |
4. Quartal 1991
Weitere Ereignisse | Allgemeiner Nekrolog 1991
Die Beschreibung der verstorbenen Person sollte so kurz wie möglich gehalten sein und nur deren signifikante Tätigkeit(en) enthalten.
Neue Namen ggf. auch unter dem Geburts- und Sterbedatum, also etwa unter 1. Januar und im Geburts- und Sterbejahr (2024) eintragen (nur bei entsprechender großer Wichtigkeit). Für Beispiele siehe die schon vorhandenen Artikel.
Außerdem über die fünf zuletzt Verstorbenen, zu denen es einen ausreichend guten Artikel für eine Präsentation auf der Hauptseite gibt, nach der todesbedingten Überarbeitung der Artikel ggf. auch unter Wikipedia Diskussion:Hauptseite informieren und sie am besten auch in den anderen Wikipedia-Sprachversionen eintragen. Tipp: Regelmäßig bei news.google.de nach „ist tot“, „gestorben“ oder „verstorben“ suchen.
Wenn eine Person gestorben ist, gibt es viele Seiten zu dieser Person in der Wikipedia, die davon auch betroffen sind und entsprechend aktualisiert werden müssen. Beispiele: Namenübersichtsseite, Geburtsjahr, Geburtsort-Seiten und viele mehr.
Wie finde ich die betroffenen Seiten?
Im Suchfeld auf der linken Seite gibt man den Suchbegriff so ein: „Vorname Nachname“. Dann klickt man auf Volltext und alle Seiten mit entsprechendem Suchtext werden aufgerufen. Hier sieht man dann schnell, wo auch das Todesjahr Sinn macht oder sogar ein Teil des Artikels angepasst werden muss. Auch hilft das „Werkzeug“ auf der linken Seite sehr gut, um solche Seiten aufzufinden: „Links auf diese Seite“. Somit ist die Wikipedia wieder aktuell in allen Bereichen! Hinweis: bei Eintragung der Kategorie „Gestorben JAHR“ wird der Missbrauchsfilter 49 ausgelöst, was jedoch nicht schlimm ist. Siehe: Spezial:Missbrauchsfilter/49
Dies ist eine Liste von im dritten Quartal 1991 verstorbenen bekannten Persönlichkeiten. Die Einträge erfolgen innerhalb der einzelnen Daten alphabetisch sortiert. Tiere sind im Nekrolog für Tiere zu finden.

## Juli
| Tag      | Name                              | Beruf, bekannt als                                                                                     | Alter | Beleg |
| -------- | --------------------------------- | --- | ----- | ----- |
| 1. Juli  | Willibald Diemair                 | deutscher Chemiker sowie Hochschullehrer                                                               | 91    |       |
| 1. Juli  | Alfred Eisenbeisser               | rumänischer Fußballspieler und Eiskunstläufer                                                          | 83    |       |
| 1. Juli  | Joachim Kroll                     | deutscher Serienmörder                                                                                 | 58    |       |
| 1. Juli  | Michael Landon                    | US-amerikanischer Schauspieler, Drehbuchautor, Fernsehproduzent und Fernsehregisseur                   | 54    |       |
| 1. Juli  | Otto Lehmann                      | deutscher Politiker (SED) und Gewerkschaftsfunktionär                                                  | 77    |       |
| 1. Juli  | Friedrich Nieschlag               | deutscher Agrarwissenschaftler                                                                         | 90    |       |
| 1. Juli  | Stephan Strasser                  | österreichischer Philosoph, Phänomenologe                                                              | 86    |       |
| 2. Juli  | Katalin Bregant                   | österreichische Rot-Kreuz Repräsentantin                                                               | 97    |       |
| 2. Juli  | Bruno Engelmeier                  | österreichischer Fußballspieler und -trainer                                                           | 63    |       |
| 2. Juli  | Ernst Walter Huth                 | deutscher Archäologe und Museumsleiter                                                                 | 71    |       |
| 2. Juli  | Julius Koch                       | deutscher Önologe und Lebensmittelchemiker                                                             | 79    |       |
| 2. Juli  | Lee Remick                        | US-amerikanische Schauspielerin                                                                        | 55    |       |
| 2. Juli  | Ephraim Urbach                    | israelischer Judaist                                                                                   | 79    |       |
| 3. Juli  | Tommy Bridger                     | britischer Autorennfahrer                                                                              | 57    |       |
| 3. Juli  | Charles Dubost                    | französischer Jurist                                                                                   | 86    |       |
| 3. Juli  | Johanna Herzog-Dürck              | deutsche Psychotherapeutin                                                                             | 89    |       |
| 3. Juli  | Werner Kleen                      | deutscher Hochfrequenztechniker                                                                        | 83    |       |
| 3. Juli  | Doro Levi                         | italienischer Archäologe, Direktor der Scuola Archeologica Italiana di Atene                           | 93    |       |
| 3. Juli  | Hans Oldenburger                  | deutscher Maler und Grafiker                                                                           | 77    |       |
| 3. Juli  | Domingo Tarasconi                 | argentinischer Fußballspieler                                                                          | 87    |       |
| 3. Juli  | James Van Alen                    | US-amerikanischer Tennisspieler und -funktionär                                                        | 88    |       |
| 3. Juli  | Bernard Waley Cohen               | britischer Politiker, Lord Mayor of London                                                             | 77    |       |
| 3. Juli  | Ernst Witt                        | deutscher Mathematiker                                                                                 | 80    |       |
| 4. Juli  | Klara Dworznik                    | kommunistische Widerstandskämpferin                                                                    | 80    |       |
| 4. Juli  | Joseph Moreira                    | französischer Fußballspieler                                                                           | 56    |       |
| 4. Juli  | Anton Zemann                      | österreichischer Architekt                                                                             | 66    |       |
| 5. Juli  | Mildred Dunnock                   | US-amerikanische Film- und Theaterschauspielerin                                                       | 90    |       |
| 5. Juli  | Julius Grant                      | britischer Forensiker                                                                                  | 89    |       |
| 5. Juli  | Rolf Jährling                     | deutscher Architekt und Galerist                                                                       | 77    |       |
| 5. Juli  | Fritz Martini                     | deutscher Philologe                                                                                    | 81    |       |
| 5. Juli  | Richard Meili                     | Schweizer Psychologe                                                                                   | 91    |       |
| 5. Juli  | Howard Nemerov                    | US-amerikanischer Literaturdozent, Dichter und Pulitzer-Preisträger                                    | 71    |       |
| 6. Juli  | Léon Chertok                      | französischer Psychiater, russischer Herkunft, Psychoanalytiker und Hypnoseforscher                    | 79    |       |
| 6. Juli  | Nicholas Peter Dallis             | US-amerikanischer Psychiater und Comicautor                                                            | 79    |       |
| 6. Juli  | Herminio Giménez                  | paraguayischer Komponist                                                                               | 86    |       |
| 6. Juli  | Hilda Grossman Morris             | amerikanische Bildhauerin und Malerin                                                                  | 80    |       |
| 6. Juli  | Anton Jugow                       | bulgarischer Politiker und Minister-, Parlaments- und Staatspräsident                                  | 86    |       |
| 6. Juli  | Georg Krog                        | norwegischer Eisschnellläufer                                                                          | 76    |       |
| 6. Juli  | Mudashiru Lawal                   | nigerianischer Fußballspieler                                                                          | 37    |       |
| 6. Juli  | Thorley Walters                   | britischer Schauspieler                                                                                | 78    |       |
| 07. Juli | Raymond Boisset                   | französischer Leichtathlet                                                                             | 79    |       |
| 7. Juli  | Johanna Harte                     | niederdeutsche Autorin                                                                                 | 68    |       |
| 7. Juli  | Edgar Kupfer-Koberwitz            | deutscher Journalist, Autor und KZ-Überlebender                                                        | 85    |       |
| 7. Juli  | Tullio Odorizzi                   | italienischer Politiker                                                                                | 88    |       |
| 7. Juli  | Suzy Prim                         | französische Schauspielerin                                                                            | 95    |       |
| 8. Juli  | Walter Ballhause                  | deutscher Fotograf                                                                                     | 80    |       |
| 8. Juli  | Franz Böckle                      | Schweizer Moraltheologe                                                                                | 70    |       |
| 8. Juli  | Rudolf Dempwolff                  | deutscher Bauingenieur                                                                                 | 71    |       |
| 8. Juli  | James Franciscus                  | US-amerikanischer Filmschauspieler und Filmproduzent                                                   | 57    |       |
| 8. Juli  | Ludwig Kaufmann                   | Schweizer Ordensgeistlicher, Theologe und Redakteur                                                    | 72    |       |
| 8. Juli  | Geoff Love                        | britischer Komponist, Bandleader und Posaunist                                                         | 73    |       |
| 8. Juli  | Lotte Palfi-Andor                 | deutsche Schauspielerin und Autorin                                                                    | 87    |       |
| 8. Juli  | Sigvald Refsum                    | norwegischer Neurologe und Hochschullehrer                                                             | 84    |       |
| 9. Juli  | Traugott König                    | deutscher Übersetzer                                                                                   | 56    |       |
| 9. Juli  | Hans Lülfing                      | deutscher Bibliothekar, Paläograph, Historiker und Germanist                                           | 84    |       |
| 9. Juli  | Willie Nix                        | US-amerikanischer Bluesmusiker                                                                         | 68    |       |
| 9. Juli  | Otto Rössler                      | österreichischer Semitist und Afrikanist                                                               | 84    |       |
| 9. Juli  | José Salazar López                | mexikanischer Kardinal und Erzbischof von Guadalajara                                                  | 81    |       |
| 10. Juli | Gerome Ragni                      | US-amerikanischer Schauspieler, Autor und Maler                                                        | 48    |       |
| 11. Juli | Osvaldo Carvajal                  | chilenischer Fußballspieler                                                                            | 76    |       |
| 11. Juli | Mokhtar Dahari                    | malaysischer Fußballspieler                                                                            | 37    |       |
| 11. Juli | James McCallion                   | US-amerikanischer Schauspieler                                                                         | 72    |       |
| 11. Juli | Morton Smith                      | US-amerikanischer Historiker, Theologe und Hochschullehrer                                             | 76    |       |
| 12. Juli | Alexander Bienengräber            | deutscher Pathologe                                                                                    | 79    |       |
| 12. Juli | Ludwig Greve                      | deutscher Schriftsteller und Bibliothekar                                                              | 66    |       |
| 12. Juli | Ksaveras Kairys                   | litauischer Ökonom und sowjetlitauischer Politiker                                                     | 81    |       |
| 12. Juli | Micheil Meschi                    | sowjetischer Fußballspieler                                                                            | 54    |       |
| 12. Juli | Francis J. Mugavero               | römisch-katholischer Geistlicher, Bischof von Brooklyn                                                 | 77    |       |
| 12. Juli | Willi Schwabe                     | deutscher Schauspieler, Sänger und Moderator                                                           | 76    |       |
| 12. Juli | Ernst Straßner                    | deutscher Künstler und Kunstpädagoge                                                                   | 86    |       |
| 12. Juli | Ken Yackel                        | US-amerikanischer Eishockeyspieler und -trainer                                                        | 61    |       |
| 13. Juli | Fritz Duda                        | deutscher Maler und Grafiker                                                                           | 87    |       |
| 13. Juli | Jacques Geus                      | belgischer Radrennfahrer                                                                               | 71    |       |
| 13. Juli | Aldo Ghira                        | italienischer Wasserballer                                                                             | 71    |       |
| 13. Juli | Issa Ibrahim                      | nigrischer Politiker                                                                                   |       |       |
| 13. Juli | Riccardo Lattanzi                 | italienischer Fußballschiedsrichter und -funktionär                                                    | 57    |       |
| 14. Juli | Robert Clavel                     | französischer Filmarchitekt                                                                            | 78    |       |
| 14. Juli | Axel Eggebrecht                   | deutscher Journalist und Schriftsteller                                                                | 92    |       |
| 14. Juli | Pawel Semjonowitsch Morosenko     | russischer Theater- und Filmschauspieler                                                               | 52    |       |
| 14. Juli | Magdalena Windelen                | deutsche Politikerin (CDU), MdL                                                                        | 91    |       |
| 15. Juli | Agnes Amberg                      | Schweizer Köchin                                                                                       | 54    |       |
| 15. Juli | Arthur Briggs                     | US-amerikanischer Trompeter, Orchesterleiter und Jazzmusiker                                           | 92    |       |
| 15. Juli | Keith Brown                       | US-amerikanischer Leichtathlet                                                                         | 78    |       |
| 15. Juli | Roger Revelle                     | US-amerikanischer Ozeanograph und Klimatologe                                                          | 82    |       |
| 16. Juli | Wendell Cherry                    | US-amerikanischer Unternehmer, Kunstsammler und Mäzen                                                  | 55    |       |
| 16. Juli | Meindert DeJong                   | niederländischer Kinderbuchautor                                                                       | 85    |       |
| 16. Juli | Anthony Krafft                    | Schweizer Architekt                                                                                    | 62    |       |
| 16. Juli | Robert Motherwell                 | US-amerikanischer Maler                                                                                | 76    |       |
| 16. Juli | Frank Rizzo                       | US-amerikanischer Politiker                                                                            | 70    |       |
| 16. Juli | Carlo Terron                      | italienischer Schriftsteller, Journalist und Psychiater                                                | 81    |       |
| 16. Juli | Thea Thiele                       | deutsche Schauspielerin                                                                                | 90    |       |
| 17. Juli | Joseph Gargitter                  | italienischer Geistlicher, Bischof des Bistums Bozen-Brixen                                            | 74    |       |
| 17. Juli | Werner Hausmann                   | Schweizer Schauspieler, Fernsehmoderator, Autor, Hörspielregisseur und -sprecher                       | 90    |       |
| 17. Juli | Otto Kuhlmann                     | deutscher Opernsänger, Regisseur, Schauspieler und Synchronsprecher                                    | 82    |       |
| 17. Juli | Albert Eide Parr                  | US-amerikanischer Meeresforscher, Museumsdirektor und Ichthyologe norwegischer Herkunft                | 90    |       |
| 17. Juli | York Alexander von Wendland       | deutscher Botschafter                                                                                  | 83    |       |
| 18. Juli | Edmond Brossard                   | französischer Leichtathlet                                                                             | 91    |       |
| 18. Juli | André Cools                       | belgischer sozialistischer Politiker                                                                   | 63    |       |
| 18. Juli | Magnus Goodman                    | kanadischer Eishockeyspieler                                                                           | 93    |       |
| 18. Juli | Bruno Mondi                       | deutscher Kameramann                                                                                   | 87    |       |
| 18. Juli | Susanne Peschke-Schmutzer         | österreichische Malerin und Bildhauerin                                                                | 80    |       |
| 18. Juli | František Pošta                   | tschechischer Kontrabassist und Musikpädagoge                                                          | 71    |       |
| 19. Juli | Arnold R. Beisser                 | US-amerikanischer Psychiater und Gestalttherapeut                                                      | 65    |       |
| 19. Juli | Oron J. Hale                      | US-amerikanischer Historiker                                                                           | 88    |       |
| 19. Juli | Odette du Puigaudeau              | französische Schriftstellerin und Entdeckungsreisende                                                  | 96    |       |
| 20. Juli | Vüqar Hüseynov                    | aserbaidschanischer Militärangehöriger, Nationalheld Aserbaidschans                                    | 22    |       |
| 20. Juli | Earl Robinson                     | US-amerikanischer Songwriter und Komponist                                                             | 81    |       |
| 20. Juli | Bogdan Suchowiak                  | polnischer Schriftsteller                                                                              | 85    |       |
| 21. Juli | Josef Eidenberger                 | österreichischer Maler                                                                                 | 92    |       |
| 21. Juli | Helen Meany                       | US-amerikanische Wasserspringerin                                                                      | 86    |       |
| 21. Juli | Glauco Pellegrini                 | italienischer Filmregisseur und Drehbuchautor                                                          | 72    |       |
| 21. Juli | Friedrich Reimann                 | deutscher Tier- und Jagdmaler                                                                          | 94    |       |
| 21. Juli | Paul Warwick                      | britischer Rennfahrer                                                                                  | 22    |       |
| 21. Juli | Allan Wilson                      | neuseeländischer Biochemiker                                                                           | 56    |       |
| 21. Juli | Curt Wormann                      | deutsch-israelischer Hauptbibliothekar und Direktor der Jüdischen National- und Universitätsbibliothek | 91    |       |
| 22. Juli | Margaret Carroux                  | deutsche Übersetzerin                                                                                  | 79    |       |
| 22. Juli | Fritz Kaßmann                     | deutscher Jurist und Politiker (SPD), MdL                                                              | 83    |       |
| 23. Juli | Nora Gal                          | sowjetische Übersetzerin                                                                               | 79    |       |
| 23. Juli | Hans Gmelin                       | deutscher Jurist, Gesandtschaftsrat und Oberbürgermeister von Tübingen                                 | 79    |       |
| 23. Juli | Michail Alexejewitsch Jasnow      | sowjetischer Politiker, Bürgermeister von Moskau, Staats- und Ministerpräsident der RSFSR              | 85    |       |
| 23. Juli | Peter Kane                        | britischer Boxer im Fliegengewicht                                                                     | 73    |       |
| 24. Juli | Jørn Elniff                       | dänischer Schlagzeuger                                                                                 | 53    |       |
| 24. Juli | Karlhans Göttlich                 | deutscher Landwirt, Moor- und Torflagerstättenforscher                                                 | 76    |       |
| 24. Juli | Isaac Bashevis Singer             | polnisch-US-amerikanischer Literaturnobelpreisträger                                                   | 88    |       |
| 24. Juli | Otto Walzel                       | deutscher Politiker                                                                                    | 71    |       |
| 25. Juli | Lasar Moissejewitsch Kaganowitsch | sowjetischer Politiker jüdischer Abstammung                                                            | 97    |       |
| 26. Juli | Frédéric Dumas                    | französischer Tauchsportler                                                                            | 78    |       |
| 26. Juli | Egon Scotland                     | deutscher Journalist                                                                                   | 42    |       |
| 26. Juli | Craig Siebert                     | US-amerikanischer Automobilrennfahrer und Rennstallbesitzer                                            | 39    |       |
| 26. Juli | Ewald Thunig                      | deutscher Gewerkschafter und Politiker (KPD, SPD)                                                      | 93    |       |
| 26. Juli | Maria Treben                      | österreichische Autorin, Naturheilkunde, Alternativmedizin                                             | 83    |       |
| 27. Juli | Pierre Brunet                     | französischer Eiskunstläufer                                                                           | 89    |       |
| 27. Juli | Gino Colaussi                     | italienischer Fußballspieler                                                                           | 77    |       |
| 27. Juli | Wolf Witzemann                    | österreichischer Szenenbildner beim internationalen Film und beim Fernsehen                            | 67    |       |
| 28. Juli | Ernst Fleischner                  | deutscher Politiker (SPD), MdL                                                                         | 71    |       |
| 28. Juli | Jan Gonda                         | niederländischer Orientalist und Religionswissenschaftler                                              | 86    |       |
| 28. Juli | Lotte Labowsky                    | deutsch-jüdische Philosophin und Altphilologin                                                         | 86    |       |
| 29. Juli | Christian Marie de Castries       | entstammt einer alten französischen Adelsfamilie                                                       | 88    |       |
| 29. Juli | Benno Löbmann                     | deutscher römisch-katholischer Geistlicher und Kirchenrechtler                                         | 77    |       |
| 30. Juli | Vincent Pasquale Biunno           | US-amerikanischer Jurist                                                                               | 75    |       |
| 30. Juli | Flora Steiger-Crawford            | Schweizer Architektin, Möbeldesignerin und Bildhauerin                                                 | 91    |       |
| 31. Juli | João Chedid                       | libanesischer Bischof in Brasilien                                                                     | 77    |       |
| 31. Juli | Walter Gerrads                    | deutscher Jurist, Verwaltungsbeamter und Politiker (FDP/DVP), MdL                                      | 81    |       |
| 31. Juli | Charles Jonker                    | südafrikanischer Radrennfahrer                                                                         | 57    |       |
| 31. Juli | Hermann Krause                    | deutscher Rechtshistoriker und Rechtswissenschaftler                                                   | 88    |       |
| 31. Juli | Henning Luther                    | deutscher Theologe                                                                                     | 43    |       |

## August
| Tag        | Name                            | Beruf, bekannt als                                                                            | Alter | Beleg |
| ---------- | ------------------------------- | --------------------------------------------------------------------------------------------- | ----- | ----- |
| 1. August  | Wilhelm Adam                    | deutscher Politiker (SED) und Hochschullehrer                                                 | 86    |       |
| 1. August  | Carmine Fatico                  | US-amerikanischer Krimineller und Mafioso                                                     | 81    |       |
| 1. August  | Yusuf Idris                     | arabischer Schriftsteller                                                                     | 64    |       |
| 2. August  | Arthur F. Maynard               | amerikanischer Maler und Kunstpädagoge                                                        |       |       |
| 2. August  | Franz Schaaf                    | deutscher Unternehmer und Politiker                                                           | 72    |       |
| 2. August  | Anton Tripp                     | deutscher Fotograf und Publizist                                                              | 80    |       |
| 2. August  | Hans Vehrenberg                 | deutscher Steuerberater, Jurist und Amateurastronom                                           | 81    |       |
| 3. August  | Hans Auenmüller                 | deutscher Dirigent und Komponist                                                              | 64    |       |
| 3. August  | Anneliese Landau                | deutsch-US-amerikanische Musikwissenschaftlerin                                               | 88    |       |
| 3. August  | Ludwig Meyer                    | bayerischer Politiker (CSU), MdL und Landrat                                                  | 66    |       |
| 3. August  | Sven Møller Kristensen          | dänischer Literaturhistoriker, -kritiker und -soziologe                                       | 81    |       |
| 3. August  | Isadore Perlman                 | US-amerikanischer Chemiker                                                                    | 76    |       |
| 3. August  | Ali Sabri                       | ägyptischer Politiker und Premierminister                                                     | 70    |       |
| 3. August  | Hans Schwichtenberg             | deutscher Politiker (SPD), MdL                                                                | 81    |       |
| 4. August  | Don DaGradi                     | US-amerikanischer Drehbuchautor                                                               |       |       |
| 4. August  | Jewgeni Fjodorowitsch Dragunow  | russischer Waffenkonstrukteur, Militär, Sportschütze                                          | 71    |       |
| 4. August  | Walther Helberg                 | deutscher Ministerialbeamter, Präsident der Deutschen Bundesbahn (1949–1952)                  | 92    |       |
| 4. August  | Leo Lucchini                    | kanadischer Eishockeyspieler                                                                  | 63    |       |
| 4. August  | Rudolf Mayr                     | deutscher Pilot und Polarforscher                                                             | 81    |       |
| 4. August  | Jeri Southern                   | US-amerikanische Jazzpianistin und Sängerin                                                   | 64    |       |
| 4. August  | Emil Tschakarow                 | bulgarischer Dirigent                                                                         | 43    |       |
| 4. August  | Nikiforos Vrettakos             | griechischer Schriftsteller, vornehmlich Lyriker                                              | 79    |       |
| 5. August  | Paul Brown                      | US-amerikanischer American-Football-Trainer                                                   | 82    |       |
| 5. August  | Hermann Cuhorst                 | deutscher Jurist                                                                              | 92    |       |
| 5. August  | Eric Halpern                    | österreichischer Journalist                                                                   | 84    |       |
| 5. August  | Sōichirō Honda                  | japanischer Unternehmer                                                                       | 84    |       |
| 5. August  | Gaston Litaize                  | französischer Komponist, Organist und Musikpädagoge                                           | 81    |       |
| 5. August  | Jelena Wladimirowna Muchina     | russische Arbeiterin und Tagebuchschreiberin                                                  | 66    |       |
| 5. August  | Károly Sós                      | ungarischer Fußballtrainer                                                                    | 82    |       |
| 6. August  | Schapur Bachtiar                | iranischer Politiker und Ministerpräsident des Iran                                           | 77    |       |
| 6. August  | Roland Michener                 | kanadischer Diplomat und Politiker, Generalgouverneur von Kanada                              | 91    |       |
| 6. August  | Harry Reasoner                  | US-amerikanischer Journalist und TV-Kommentator                                               | 68    |       |
| 6. August  | Max Rostal                      | britischer Violinist, Bratschist und Pädagoge                                                 | 86    |       |
| 6. August  | Hartmut Schmökel                | deutscher Alttestamentler und Altorientalist                                                  | 85    |       |
| 6. August  | Joseph Verdeur                  | US-amerikanischer Schwimmer                                                                   | 65    |       |
| 7. August  | Kalina Jędrusik                 | polnische Sängerin und Schauspielerin                                                         | 60    |       |
| 7. August  | Charles Pietri                  | französischer Historiker                                                                      | 59    |       |
| 7. August  | Fritz Tempelmann                | deutscher Reitmeister                                                                         | 70    |       |
| 8. August  | Werner Holz                     | deutscher Maler und Grafiker                                                                  | 42    |       |
| 8. August  | James Benson Irwin              | US-amerikanischer Astronaut                                                                   | 61    |       |
| 8. August  | Gladys Hulette                  | US-amerikanische Schauspielerin                                                               | 95    |       |
| 8. August  | Luigi Moretti                   | italienischer Althistoriker und Epigraphiker                                                  | 68    |       |
| 8. August  | Eugen Nerdinger                 | deutscher Schrift- und Buchgestalter, Gebrauchsgrafiker, Widerstandskämpfer                   | 81    |       |
| 8. August  | Nikolaus Poppe                  | russischer Linguist                                                                           | 94    |       |
| 8. August  | Walter Zeman                    | österreichischer Fußballspieler                                                               | 64    |       |
| 9. August  | Richard Lee Armstrong           | kanadischer Geologe und Geochemiker                                                           | 54    |       |
| 9. August  | Wilhelm Adolf Bollmann          | deutscher Agrarwissenschaftler                                                                | 85    |       |
| 9. August  | Cella Delavrancea               | rumänische Pianistin und Musikpädagogin                                                       | 103   |       |
| 09. August | Raul-Juri Georgijewitsch Ervier | sowjetischer Geologe                                                                          | 82    |       |
| 9. August  | Schubert Gambetta               | uruguayischer Fußballspieler                                                                  | 71    |       |
| 9. August  | Corrie Hartong                  | niederländische Tänzerin und Choreografin                                                     | 85    |       |
| 9. August  | Egon Höller                     | deutsch-österreichischer Jurist und Nationalsozialist                                         | 84    |       |
| 9. August  | Richard Löwenthal               | deutscher Politologe und Publizist                                                            | 83    |       |
| 9. August  | Ralph Wise Zwicker              | US-amerikanischer Offizier, Generalmajor der US-Army                                          | 88    |       |
| 10. August | Herbert Blankenhorn             | deutscher Diplomat, NSDAP-Mitglied                                                            | 86    |       |
| 10. August | Ivo Braak                       | deutscher Autor, Rezitator und Pädagoge                                                       | 84    |       |
| 10. August | Danny Casolaro                  | US-amerikanischer Journalist                                                                  | 44    |       |
| 10. August | Roland Graßberger               | österreichischer Jurist, Kriminologe sowie Hochschullehrer                                    | 86    |       |
| 10. August | Pedro Filipak                   | brasilianischer Geistlicher                                                                   | 70    |       |
| 10. August | Karl Korn                       | deutscher Publizist, Journalist und Geisteswissenschaftler                                    | 83    |       |
| 10. August | Hans Jakob Polotsky             | israelischer Orientalist und Linguist, Professor für semitische Sprachen und Ägyptologie      | 85    |       |
| 10. August | Jessie Robins                   | britische Schauspielerin                                                                      | 86    |       |
| 10. August | Ken Sasaki                      | japanischer Pianist                                                                           | 47    |       |
| 10. August | Buster Smith                    | US-amerikanischer Jazzmusiker                                                                 | 86    |       |
| 10. August | Wolf-Heino Struck               | deutscher Historiker und Archivar                                                             | 80    |       |
| 11. August | Günter Baumgartner              | deutscher Neurophysiologe                                                                     | 66    |       |
| 11. August | Alfred Dompert                  | deutscher Leichtathlet                                                                        | 76    |       |
| 11. August | Miguel González Ibarra          | mexikanischer Geistlicher, Bischof von Ciudad Obregón                                         | 72    |       |
| 11. August | Max Hackelsperger               | deutscher Bibliothekar                                                                        | 86    |       |
| 11. August | Gert Kalow                      | deutscher Schriftsteller und Publizist                                                        | 69    |       |
| 11. August | Utz Utermann                    | deutscher Schriftsteller, Journalist, Drehbuchautor und Filmproduzent                         | 78    |       |
| 11. August | Helmut Walcha                   | deutscher Organist, Cembalist und Komponist                                                   | 83    |       |
| 12. August | Karl Boll                       | deutscher evangelischer Pastor und Psychologe                                                 | 93    |       |
| 12. August | Matthias Buchholz               | deutscher Ordensgeistlicher, Präfekt von Shiqian                                              | 88    |       |
| 12. August | Karl Nikolaus Haas              | deutscher Heraldiker, Grafiker und Verwaltungsbeamter                                         | 71    |       |
| 12. August | Hildegard Hetzer                | österreichische Psychologin                                                                   | 92    |       |
| 12. August | Siegfried Hildebrand            | deutscher Feinwerktechniker und Hochschullehrer                                               | 87    |       |
| 12. August | Iwan Nikitowitsch Koschedub     | sowjetischer Pilot, Marschall der Flieger und dreifacher Held der Sowjetunion                 | 71    |       |
| 12. August | Lin Fengmian                    | chinesischer Maler                                                                            | 90    |       |
| 12. August | Rudolf Menzer                   | deutscher Politiker (SPD), MdL                                                                | 87    |       |
| 12. August | Jürgen Oldenburg                | deutscher Politiker (SPD), MdL                                                                | 64    |       |
| 12. August | Hans Weigel                     | österreichischer Schriftsteller und Theaterkritiker                                           | 83    |       |
| 13. August | András Benkei                   | ungarischer Politiker                                                                         | 67    |       |
| 13. August | Helmut Bornemann                | deutscher Ingenieur                                                                           | 89    |       |
| 13. August | Josef Brandl                    | deutscher Verwaltungsjurist                                                                   | 90    |       |
| 13. August | Heinrich Ellermann              | deutscher Literaturwissenschaftler und Verleger                                               | 86    |       |
| 13. August | Yamada Kazuo                    | japanischer Musiker, Dirigent und Komponist                                                   | 78    |       |
| 13. August | James Roosevelt                 | US-amerikanischer Brigadegeneral und Politiker                                                | 83    |       |
| 13. August | Richard A. Snelling             | US-amerikanischer Politiker                                                                   | 64    |       |
| 13. August | Fritz Spruth                    | deutscher Bergwerksdirektor und Autor                                                         | 96    |       |
| 14. August | Taslim Olawale Elias            | nigerianischer Jurist, Präsident des Internationalen Gerichtshofs (1981–1985)                 | 76    |       |
| 14. August | Lília da Fonseca                | portugiesische Journalistin und Schriftstellerin                                              | 85    |       |
| 14. August | Hans Gerling                    | deutscher Versicherungsunternehmer                                                            | 76    |       |
| 14. August | Alfred Kittner                  | deutscher Schriftsteller                                                                      | 84    |       |
| 14. August | Ota Koval                       | tschechoslowakischer Filmregisseur                                                            | 60    |       |
| 14. August | Ludwig Landgrebe                | österreichischer Philosoph                                                                    | 89    |       |
| 14. August | Gino Mangini                    | italienischer Drehbuchautor und Filmregisseur                                                 |       |       |
| 15. August | Fritz Bruder                    | deutscher Politiker (CDU), MdL                                                                | 84    |       |
| 15. August | Harold Ernest Burtt             | US-amerikanischer Psychologe                                                                  | 101   |       |
| 15. August | Roman Fjodorowitsch Hecker      | russischer Paläontologe und Geologe                                                           | 91    |       |
| 15. August | Eduardo Herrera Bueno           | spanischer Fußballspieler                                                                     | 77    |       |
| 15. August | Dieter König                    | deutscher Motorenbauer und Bootsrennfahrer                                                    | 60    |       |
| 15. August | Semjon Pawlowitsch Kosyrew      | sowjetischer Botschafter                                                                      | 84    |       |
| 15. August | Hermann Laferl                  | österreichischer Politiker (ÖVP), Landtagsabgeordneter                                        | 81    |       |
| 15. August | Otto von Lutterotti             | österreichischer Kunsthistoriker                                                              | 82    |       |
| 15. August | Ambros Wilhelmer                | österreichischer Komponist und Musikwissenschaftler                                           | 88    |       |
| 16. August | Franz Babanitz                  | österreichischer Politiker (SPÖ), Landtagsabgeordneter, Abgeordneter zum Nationalrat          | 70    |       |
| 16. August | Camma Larsen-Ledet              | dänische Politikerin (Socialdemokraterne)                                                     | 75    |       |
| 16. August | Marcel Laurencelle              | kanadischer Chorleiter, Musikpädagoge und Komponist                                           | 77    |       |
| 16. August | C. Achutha Menon                | indischer Politiker (CPI), Rajya-Sabha-Mitglied und Chief Minister von Kerala                 | 78    |       |
| 16. August | Bruno Nicolai                   | italienischer Filmkomponist                                                                   | 65    |       |
| 16. August | Luigi Zampa                     | italienischer Filmregisseur                                                                   | 86    |       |
| 17. August | Fritz Eichler                   | deutscher Kunsthistoriker, Maler, Regisseur und Produktdesigner                               | 80    |       |
| 17. August | Ernst Graumann                  | deutscher Politiker, Regierungspräsident                                                      | 77    |       |
| 17. August | Wolfgang Hessler                | deutscher Schauspieler, Regisseur und Hörspielsprecher                                        | 84    |       |
| 17. August | George Reed                     | US-amerikanischer Automobilrennfahrer und Rennstallbesitzer                                   | 70    |       |
| 17. August | Jonny Teupen                    | deutscher Harfenist                                                                           | 68    |       |
| 17. August | Marguerite Williams             | US-amerikanische Geologin und Hochschullehrerin                                               | 95    |       |
| 18. August | Artur Baumann                   | deutscher Politiker (KPD, SED) und Gewerkschafter                                             | 86    |       |
| 18. August | Luís Filipe Lindley Cintra      | portugiesischer Linguist und Philologe                                                        | 66    |       |
| 18. August | David Gale                      | britischer Schauspieler                                                                       | 54    |       |
| 18. August | Rick Griffin                    | US-amerikanischer Künstler und Comicautor                                                     | 47    |       |
| 18. August | Clarence Hutchenrider           | US-amerikanischer Jazz-Saxophonist und Klarinettist                                           | 83    |       |
| 18. August | Les McDowall                    | englischer Fußballspieler und -trainer                                                        | 78    |       |
| 18. August | Otto Riedel                     | österreichischer Maler und Zeichner                                                           | 85    |       |
| 19. August | Beda Allemann                   | Schweizer Literaturwissenschaftler                                                            | 65    |       |
| 19. August | Xan Fielding                    | britischer Schriftsteller und Special Operations Executive-Agent                              | 72    |       |
| 19. August | Hans van der Laan               | niederländischer Benediktinermönch und Architekt                                              | 86    |       |
| 19. August | Max Schmidheiny                 | Schweizer Unternehmer, Politiker und Gründer der Max Schmidheiny Stiftung                     | 83    |       |
| 19. August | Annie York                      | kanadische Ureinwohnerin und Schriftstellerin                                                 | 86    |       |
| 20. August | Herbert Ferber                  | US-amerikanischer Bildhauer                                                                   | 85    |       |
| 20. August | Kalman Kahana                   | israelischer Politiker, Vize-Minister und Journalist                                          | 81    |       |
| 20. August | Kurt Locher                     | Schweizer Staatsbeamter                                                                       | 73    |       |
| 20. August | Harley Orrin Staggers           | US-amerikanischer Politiker                                                                   | 84    |       |
| 20. August | Mihály Teleki                   | ungarischer Politiker                                                                         | 95    |       |
| 21. August | Heinz Barth                     | deutscher Holzgestalter                                                                       | 77    |       |
| 21. August | Erwin Heimann                   | Schweizer Schriftsteller                                                                      | 82    |       |
| 21. August | Wolfgang Hildesheimer           | deutscher Schriftsteller und Maler                                                            | 74    |       |
| 21. August | Oskar Huth                      | deutscher Klavierbauer, Maler, Zeichner, Kopist und Fälscher                                  | 73    |       |
| 21. August | Oswald von Nell-Breuning        | deutscher katholischer Theologe, Nationalökonom und Sozialphilosoph                           | 101   |       |
| 22. August | Colleen Dewhurst                | kanadische Film- und Theaterschauspielerin                                                    | 67    |       |
| 22. August | Fritz Hinderer                  | deutscher Astronom und Astrophysiker                                                          | 78    |       |
| 22. August | Marie Lüscher                   | Schweizer Chirurgin                                                                           | 78    |       |
| 22. August | Boris Karlowitsch Pugo          | lettisch-sowjetischer Politiker                                                               | 54    |       |
| 22. August | Hartmut Vogel                   | deutscher Beamter                                                                             |       |       |
| 22. August | Ilse Wende-Lungershausen        | deutsche Zeichnerin und Illustratorin                                                         | 91    |       |
| 22. August | Walter Wilburg                  | österreichischer Zivilrechtler                                                                | 86    |       |
| 23. August | George Dixon                    | US-amerikanischer Basketball- und Rugby-Union-Spieler                                         | 90    |       |
| 23. August | Wilhelm Hahnemann               | österreichischer Fußballspieler und -trainer                                                  | 77    |       |
| 23. August | Alexandre Hay                   | Schweizer Anwalt, Präsident des Internationalen Komitees vom Roten Kreuz (1976–1986)          | 71    |       |
| 23. August | Ágnes Nemes Nagy                | ungarische Lyrikerin                                                                          | 69    |       |
| 23. August | Florence B. Seibert             | US-amerikanische Biochemikerin                                                                | 93    |       |
| 24. August | Sergei Fjodorowitsch Achromejew | russischer Militär, Marschall der Sowjetunion und Held der Sowjetunion                        | 68    |       |
| 24. August | Abel Kiviat                     | US-amerikanischer Mittelstreckenläufer                                                        | 99    |       |
| 24. August | Josef Luhamer                   | österreichischer Landwirt und Politiker (ÖVP), Abgeordneter zum Nationalrat                   | 78    |       |
| 24. August | Hartwig von Mouillard           | deutscher Journalist                                                                          | 70    |       |
| 24. August | Heinz Oelzner                   | deutscher Diplomat, Botschafter der DDR in Finnland und Dänemark                              | 70    |       |
| 24. August | Cesare Zacchi                   | italienischer Erzbischof                                                                      | 76    |       |
| 25. August | Niven Busch                     | US-amerikanischer Drehbuch- und Romanautor                                                    | 88    |       |
| 25. August | Hans Geiger                     | deutscher Fußballspieler                                                                      | 85    |       |
| 25. August | Hans Krutzler                   | österreichischer Politiker (SPÖ)                                                              | 77    |       |
| 25. August | Wilhelm Schamoni                | deutscher römisch-katholischer Theologe                                                       | 86    |       |
| 25. August | Shibaki Yoshiko                 | japanische Schriftstellerin                                                                   | 77    |       |
| 26. August | Alan Barrett                    | britischer Kostümbildner                                                                      |       |       |
| 26. August | Nicolai Dirdal                  | norwegischer Pianist und Musikpädagoge                                                        | 95    |       |
| 26. August | Manfred Gwinner                 | deutscher Geologe                                                                             | 65    |       |
| 26. August | Nikolai Jefimowitsch Krutschina | sowjetischer Parteifunktionär                                                                 | 63    |       |
| 26. August | Jöri Mattli                     | Schweizer Eishockeyspieler                                                                    | 36    |       |
| 26. August | Gustav Memminger                | deutscher Unternehmer und HJ-Funktionär                                                       | 78    |       |
| 26. August | Wera Pawlowna Strojewa          | sowjetische Filmregisseurin und Drehbuchautorin                                               | 87    |       |
| 26. August | Ruth von Zerboni                | deutsche Schauspielerin                                                                       | 88    |       |
| 27. August | Herbert Braun                   | deutscher evangelischer Theologe                                                              | 88    |       |
| 27. August | Howard Dimsdale                 | US-amerikanischer Drehbuchautor                                                               | 77    |       |
| 27. August | Karl Rinner                     | österreichischer Geodät, langjähriger Hochschullehrer in Berlin und Graz sowie Zivilingenieur | 78    |       |
| 27. August | Konrad Schaefer                 | deutscher Maler und Grafiker                                                                  | 76    |       |
| 27. August | Teddy Stauffer                  | Schweizer Bandleader                                                                          | 82    |       |
| 28. August | Pierre Guillaumat               | französischer Politiker und Manager                                                           | 82    |       |
| 28. August | Norbert Hering                  | deutscher Politiker und Verwaltungsbeamter, preußischer Landrat                               | 84    |       |
| 28. August | Toya Maissen                    | Schweizer Journalistin und Sozialdemokratin                                                   | 52    |       |
| 28. August | Klaus Novy                      | österreichischer Hochschullehrer für Architektur und Publizist                                | 46    |       |
| 28. August | Erich Schatzki                  | deutscher Flugzeugkonstrukteur, unter anderem beschäftigt bei Junkers, Lufthansa und Fokker   | 93    |       |
| 28. August | Vince Taylor                    | britischer Rock’-n’-Roll-Musiker                                                              | 52    |       |
| 29. August | Ivan Bodin                      | schwedischer Fußballspieler                                                                   | 68    |       |
| 29. August | Alick Buchanan-Smith            | schottischer Politiker (Conservative Party), Mitglied des House of Commons, Minister          | 59    |       |
| 29. August | Mathias Duschl                  | deutscher Politiker (SPD), MdL                                                                | 75    |       |
| 29. August | Kurt Frings                     | deutsch-US-amerikanischer Boxer und Künstleragent                                             | 82    |       |
| 29. August | Anton Fux                       | österreichischer Politiker (SPÖ), Landtagsabgeordneter                                        | 68    |       |
| 29. August | Libero Grassi                   | italienischer Unternehmer, Mafiaopfer                                                         | 67    |       |
| 29. August | Theodor Johannes Lehmann        | deutscher Ingenieurwissenschaftler                                                            | 71    |       |
| 29. August | Eva Schmidt-Kolmer              | österreichisch-deutsche Medizinerin, Sozialhygienikerin, MdV                                  | 78    |       |
| 30. August | Adãozinho                       | brasilianischer Fußballspieler                                                                | 68    |       |
| 30. August | Cyril Knowles                   | englischer Fußballspieler und Trainer                                                         | 47    |       |
| 30. August | Joachim Reichmann               | deutscher Chirurg und Hochschullehrer                                                         | 68    |       |
| 30. August | Peter von Roten                 | Schweizer Richter, Politiker und Frauenrechtler                                               | 75    |       |
| 30. August | Jean Tinguely                   | Schweizer Maler, Bildhauer und Experimental-Künstler                                          | 66    |       |
| 31. August | Gerry Davis                     | britischer Drehbuch- und Science-Fiction-Autor                                                | 61    |       |
| 31. August | Otto Haag                       | deutscher Weingärtner und Politiker (FDP, DVP)                                                | 85    |       |
| August     | Aenne Nau                       | deutsche Schauspielerin und Hörspielsprecherin                                                | 81    |       |
| August     | Alfred Rapp                     | deutscher Journalist, Präsident des Deutschen Presseclubs                                     | 88    |       |
| August     | Tomás Regueiro                  | spanischer Fußballspieler                                                                     |       |       |
| August     | Maurice Sheehy                  | irischer Altphilologe, Paläograph und Kirchenhistoriker                                       |       |       |

## September
| Tag           | Name                          | Beruf, bekannt als                                                                                              | Alter | Beleg |
| ------------- | ----------------------------- | --- | ----- | ----- |
| 1. September  | Otl Aicher                    | deutscher Bildhauer, Grafiker, Gestalter                                                                        | 69    |       |
| 1. September  | Franzi Ascher-Nash            | austroamerikanische Musikkritikerin                                                                             | 80    |       |
| 1. September  | Pedro Huarte-Mendicoa Larraga | spanischer Ingenieur, Pilot, Pionier der spanischen Militär-Luftfahrtgeschichte                                 | 86    |       |
| 1. September  | Johann Spratte                | deutscher Lyriker, Schriftsteller, Karikaturist und Grafiker                                                    | 90    |       |
| 1. September  | Hannibal Valdimarsson         | isländischer Politiker                                                                                          | 88    |       |
| 2. September  | Willi Fischer                 | deutscher Politiker (SPD), MdB                                                                                  | 70    |       |
| 2. September  | Alfonso García Robles         | mexikanischer Politiker; Friedensnobelpreisträger                                                               | 80    |       |
| 2. September  | Eugen Philippow               | bulgarischer Ingenieur und Hochschullehrer                                                                      | 74    |       |
| 2. September  | Laura Riding                  | US-amerikanische Dichterin, Kritikerin, Romanautorin und Essayistin                                             | 90    |       |
| 2. September  | Josef Schramm                 | preußischer Landrat und Verwaltungsjurist                                                                       | 90    |       |
| 3. September  | Jean Bourgoin                 | französischer Kameramann                                                                                        | 78    |       |
| 3. September  | Frank Capra                   | US-amerikanischer Filmregisseur                                                                                 | 94    |       |
| 3. September  | Falk Harnack                  | deutscher Regisseur                                                                                             | 78    |       |
| 3. September  | Rolf Italiaander              | deutscher Schriftsteller und Kunstsammler                                                                       | 78    |       |
| 3. September  | Peter Lakotta                 | deutscher Maler und Keramiker                                                                                   | 58    |       |
| 3. September  | Christian Lochte              | deutscher Jurist und Beamter                                                                                    | 55    |       |
| 3. September  | Daniel Prenn                  | deutscher Tennis- und Tischtennisspieler                                                                        | 86    |       |
| 3. September  | Hanns Werner Schwarze         | deutscher Journalist und Hochschullehrer                                                                        | 67    |       |
| 4. September  | Charlie Barnet                | US-amerikanischer Jazz-Saxophonist und Bandleader                                                               | 77    |       |
| 4. September  | Azellus Denis                 | kanadischer Politiker und Rechtsanwalt                                                                          | 84    |       |
| 4. September  | Knud Hallest                  | dänischer Schauspieler                                                                                          | 82    |       |
| 4. September  | Henri de Lubac                | französischer katholischer Theologe, Jesuit und Kardinal                                                        | 95    |       |
| 4. September  | Horst Peschke                 | deutscher Politiker (FDP), MdA                                                                                  | 77    |       |
| 4. September  | Hans Reiner                   | deutscher Philosoph                                                                                             | 94    |       |
| 4. September  | Tom Tryon                     | US-amerikanischer Schauspieler, Schriftsteller                                                                  | 65    |       |
| 4. September  | Dottie West                   | US-amerikanische Country-Sängerin                                                                               | 58    |       |
| 5. September  | Åke Nilsson                   | schwedischer Skirennläufer                                                                                      | 63    |       |
| 5. September  | Peter Slaghuis                | niederländischer DJ und Musiker                                                                                 | 30    |       |
| 06. September | Eugene Bolden                 | US-amerikanischer Schwimmer                                                                                     | 92    |       |
| 6. September  | Donald Gaskins                | US-amerikanischer Serienmörder                                                                                  | 58    |       |
| 6. September  | Elijahu Mojal                 | israelischer Politiker                                                                                          | 71    |       |
| 6. September  | Alfredo Rizzo                 | italienischer Schauspieler                                                                                      | 89    |       |
| 6. September  | Benjamin A. Smith             | US-amerikanischer Politiker (Demokratische Partei)                                                              | 75    |       |
| 6. September  | Robert Stoller                | US-amerikanischer Psychiater und Psychoanalytiker                                                               | 65    |       |
| 7. September  | Joe Bain                      | US-amerikanischer Ökonom                                                                                        | 79    |       |
| 7. September  | Buddy Banks                   | US-amerikanischer Saxophonist                                                                                   | 81    |       |
| 7. September  | Gerhard Bombös                | deutscher Verleger                                                                                              | 69    |       |
| 7. September  | Hector-Neri Castañeda         | guatemaltekischer Philosoph und Begründer der Zeitschrift Noûs                                                  | 66    |       |
| 7. September  | Charles Edwin Herzig          | US-amerikanischer Geistlicher, Bischof von Tyler                                                                | 62    |       |
| 7. September  | Edwin Mattison McMillan       | US-amerikanischer Physiker und Nobelpreisträger für Chemie                                                      | 83    |       |
| 7. September  | Håkon Pedersen                | norwegischer Eisschnellläufer                                                                                   | 84    |       |
| 7. September  | Ben Piazza                    | US-amerikanischer Schauspieler                                                                                  | 57    |       |
| 7. September  | Fritz Rehbein                 | deutscher Kinderchirurg                                                                                         | 80    |       |
| 8. September  | Gisela Bär                    | deutsche Bildhauerin                                                                                            | 70    |       |
| 8. September  | Brad Davis                    | US-amerikanischer Schauspieler                                                                                  | 41    |       |
| 8. September  | Richard Heine                 | deutscher Arzt und Kommunalpolitiker (SPD)                                                                      | 101   |       |
| 8. September  | Nikolaus Koch                 | deutscher Publizist, Hochschullehrer für Philosophie und radikal-demokratischer Kriegsgegner                    | 78    |       |
| 8. September  | Alex North                    | US-amerikanischer Komponist                                                                                     | 80    |       |
| 8. September  | Luigi Pareyson                | italienischer Philosoph                                                                                         | 73    |       |
| 8. September  | Karl Seiler                   | deutscher Physiker und Industriemanager                                                                         | 81    |       |
| 9. September  | Concetto Lo Bello             | italienischer Fußballschiedsrichter, Sportfunktionär und Politiker                                              | 67    |       |
| 9. September  | Karl Herrligkoffer            | deutscher Arzt                                                                                                  | 75    |       |
| 9. September  | Åke Holmberg                  | schwedischer Schriftsteller und Übersetzer                                                                      | 84    |       |
| 9. September  | Ivo Beck                      | liechtensteinischer Politiker und Staatsgerichtshofpräsident                                                    | 65    |       |
| 9. September  | Friedrich Kittlaus            | deutscher Direktor der S-Bahn Berlin und Vizepräsident der Reichsbahndirektion Berlin                           | 90    |       |
| 9. September  | Efraim Racker                 | US-amerikanischer Biochemiker                                                                                   | 78    |       |
| 10. September | Jack Crawford                 | australischer Tennisspieler                                                                                     | 83    |       |
| 10. September | Jan Józef Lipski              | polnischer Schriftsteller und Politiker                                                                         | 65    |       |
| 10. September | Julius Meinl III.             | österreichischer Unternehmer                                                                                    | 88    |       |
| 10. September | Michel Soutter                | Schweizer Filmregisseur                                                                                         | 59    |       |
| 11. September | Ernst Herbeck                 | österreichischer Lyriker und Maler                                                                              | 70    |       |
| 11. September | Rudolf Kaiser                 | deutscher Segelflugzeugkonstrukteur                                                                             | 69    |       |
| 11. September | Iosif Lengheriu               | rumänischer Fußballspieler und -trainer                                                                         | 77    |       |
| 11. September | Wera Liessem                  | deutsche Schauspielerin und Dramaturgin                                                                         | 82    |       |
| 11. September | Alfred Friedrich Siekiersky   | deutscher Architekt und Maler                                                                                   | 80    |       |
| 11. September | Carolus Voigt                 | deutscher Bildhauer                                                                                             | 87    |       |
| 12. September | Wilhelm Backes                | deutscher Politiker                                                                                             | 70    |       |
| 12. September | Franz Keller                  | Schweizer Psychologe                                                                                            | 78    |       |
| 12. September | Joseph Wirtz                  | französischer Leichtathlet                                                                                      | 79    |       |
| 12. September | Harland G. Wood               | US-amerikanischer Biochemiker                                                                                   | 84    |       |
| 13. September | Baruch Ashlag                 | jüdischer Kabbalist                                                                                             | 84    |       |
| 13. September | Anne Marie Jauss              | deutsche Stillleben- und Landschaftsmalerin, sowie Kinderbuchautorin                                            | 89    |       |
| 13. September | Erich Kern                    | österreichischer Publizist                                                                                      | 85    |       |
| 13. September | Metin Oktay                   | türkischer Fußballspieler                                                                                       | 55    |       |
| 13. September | Joe Pasternak                 | ungarischer Filmproduzent                                                                                       | 89    |       |
| 13. September | Paul Thompson                 | kanadischer Eishockeyspieler                                                                                    | 84    |       |
| 14. September | Heinz Budde                   | deutscher Volkswirt, Politiker (CDU), MdB                                                                       | 65    |       |
| 14. September | John K. Fairbank              | US-amerikanischer Historiker und Sinologe                                                                       | 84    |       |
| 14. September | Wera Mahler                   | deutsch-jüdische Psychologin und Mitarbeiterin von Kurt Lewin an der Humboldt-Universität zu Berlin             | 91    |       |
| 14. September | Heinz Meier                   | deutscher Gewerkschafter (FDGB)                                                                                 | 77    |       |
| 14. September | František Vaňák               | tschechischer Geistlicher, Erzbischof von Olmütz                                                                | 75    |       |
| 15. September | Gustav Bosselmann             | deutscher Jurist und Politiker (CDU), MdL                                                                       | 76    |       |
| 15. September | Otto Buggisch                 | deutscher Kryptoanalytiker während des Zweiten Weltkriegs                                                       | 81    |       |
| 15. September | John Hoyt                     | US-amerikanischer Film-, Theater und Fernsehschauspieler, sowie Drehbuchautor                                   | 85    |       |
| 15. September | Hans-Peter Kanters            | deutscher Bahnradsportler                                                                                       | 49    |       |
| 15. September | Luis Miró                     | spanischer Fußballtorhüter und -trainer                                                                         | 78    |       |
| 15. September | Charles E. Osgood             | US-amerikanischer Psychologe                                                                                    | 74    |       |
| 15. September | Karl-Herbert Scheer           | deutscher Science-Fiction-Schriftsteller                                                                        | 63    |       |
| 15. September | Sulchan Zinzadse              | georgischer Komponist                                                                                           | 66    |       |
| 16. September | Hans Haidegger                | Schweizer Alpinist                                                                                              | 78    |       |
| 16. September | Frederick Alexander Mann      | britischer Jurist                                                                                               | 84    |       |
| 16. September | Bruno Paolinelli              | italienischer Filmregisseur und -produzent                                                                      | 68    |       |
| 16. September | Murilo Rubião                 | brasilianischer Schriftsteller                                                                                  | 75    |       |
| 16. September | Egon Schaden                  | brasilianisch-deutscher Ethnologe                                                                               | 78    |       |
| 17. September | Bernhard Bischoff             | deutscher Paläograph und Mittellateiner                                                                         | 84    |       |
| 17. September | Zino Francescatti             | französischer Violinist                                                                                         | 89    |       |
| 17. September | Frank Netter                  | US-amerikanischer Chirurg und medizinischer Illustrator                                                         | 85    |       |
| 17. September | Song Shi-Lun                  | chinesischer Militär, Kommandant der chinesischen Streitkräfte                                                  |       |       |
| 18. September | Hans Hartwigk                 | deutscher Veterinärmediziner                                                                                    | 87    |       |
| 18. September | Ernst-August König            | deutscher SS-Rottenführer im Konzentrationslager Auschwitz                                                      | 72    |       |
| 18. September | Wolfgang Reuschel             | deutscher Arabist                                                                                               | 66    |       |
| 18. September | Francis Henry Sandbach        | britischer Altphilologe                                                                                         | 88    |       |
| 18. September | Hermann Stetza                | deutscher Stuntman und Schauspieler                                                                             | 93    |       |
| 19. September | Lydia Cabrera                 | kubanische Anthropologin und Dichterin                                                                          | 92    |       |
| 19. September | Samuel Kofi Yeboah            | ghanaischer Flüchtling                                                                                          | 27    |       |
| 19. September | Theodore McEvoy               | britischer Offizier der Luftstreitkräfte des Vereinigten Königreichs                                            | 86    |       |
| 19. September | Karl Moser                    | österreichischer katholischer Priester, Weihbischof in der Erzdiözese Wien                                      | 77    |       |
| 20. September | Ricardo Arredondo             | mexikanischer Boxer im Superfedergewicht und Weltmeister                                                        | 42    |       |
| 20. September | Anton Besold                  | deutscher Politiker (BP, CSU), MdB                                                                              | 87    |       |
| 20. September | Paul Kellermann               | deutscher Dokumentarfilmer                                                                                      | 86    |       |
| 20. September | Georg Schwarzenberger         | deutsch-britischer Völkerrechtler                                                                               | 83    |       |
| 20. September | Louis Clyde Stoumen           | US-amerikanischer Filmproduzent, Regisseur, Drehbuchautor und Dokumentarfilmer                                  | 74    |       |
| 20. September | Emil Sturm                    | österreichischer evangelisch-lutherischer Theologe                                                              | 81    |       |
| 20. September | Irén Sütő                     | ungarische Schauspielerin                                                                                       | 65    |       |
| 20. September | Tsuda Seiichirō               | japanischer Leichtathlet                                                                                        | 85    |       |
| 21. September | Hans-Joachim Birkner          | deutscher evangelischer Theologe und Hochschullehrer                                                            | 60    |       |
| 21. September | Regina Bruce                  | Pädagogin und Präsidentin des Roten Kreuzes von Togo                                                            | 90    |       |
| 21. September | Wolfgang H. Fritze            | deutscher Historiker                                                                                            | 75    |       |
| 21. September | Hermann Greifeld              | deutscher Harzer Heimatdichter                                                                                  | 90    |       |
| 21. September | Marianne Hütter               | österreichische Lehrerin und Schriftstellerin                                                                   | 89    |       |
| 21. September | Henri Lemoine                 | französischer Radrennfahrer                                                                                     | 82    |       |
| 21. September | Joep Mommersteeg              | niederländischer Politiker                                                                                      | 74    |       |
| 21. September | Heinz Pollischansky           | österreichischer Verleger                                                                                       | 54    |       |
| 21. September | Angelo Rossitto               | US-amerikanischer Schauspieler                                                                                  | 83    |       |
| 22. September | John Kodwo Amissah            | römisch-katholischer Erzbischof                                                                                 | 68    |       |
| 22. September | Louis Dugauguez               | französischer Fußballtrainer                                                                                    | 73    |       |
| 22. September | Durga Khote                   | indische Schauspielerin                                                                                         | 86    |       |
| 22. September | Paul Henry Lang               | US-amerikanischer Musikwissenschaftler und -kritiker ungarischer Herkunft                                       | 90    |       |
| 22. September | Albert Müller                 | deutscher Politiker (SPD), MdBB                                                                                 | 76    |       |
| 22. September | Friedrich Vortisch            | deutscher Jurist und Politiker (DemP, FDP/DVP), MdL                                                             | 92    |       |
| 23. September | Ferdinand Bohlmann            | deutscher Naturstoff-Chemiker                                                                                   | 70    |       |
| 23. September | Richard Hochreiner            | österreichischer Politiker (FPÖ), Beteiligter an Judenerschießungen durch Nationalsozialisten 1945              | 78    |       |
| 23. September | Georg Holzbauer               | deutscher Politiker (CSU)                                                                                       | 63    |       |
| 24. September | Dr. Seuss                     | US-amerikanischer Kinderbuch-Autor und Cartoonzeichner                                                          | 87    |       |
| 23. September | Philippus Vethaak             | niederländischerRadrennfahrer                                                                                   | 90    |       |
| 25. September | LeRoy H. Anderson             | US-amerikanischer Politiker                                                                                     | 85    |       |
| 25. September | Klaus Barbie                  | deutscher SS-Hauptsturmführer, Chef der Gestapo in Lyon                                                         | 77    |       |
| 25. September | Ilse Gaste                    | deutsche Eiskunstläuferin                                                                                       | 85    |       |
| 25. September | Peter Hertha                  | deutscher Künstler und Ingenieur                                                                                | 51    |       |
| 25. September | Ralph Jester                  | US-amerikanischer Künstler, Kostümbildner, Bildhauer und Architekt                                              | 90    |       |
| 25. September | Barbara Rose Johns            | US-amerikanische Bürgerrechtlerin                                                                               | 56    |       |
| 25. September | Josef Mohnl                   | österreichischer Politiker (SPÖ), Landtagsabgeordneter und Landesrat in Niederösterreich, Mitglied des Bunde... | 46    |       |
| 25. September | Itaco Nardulli                | italienischer Schauspieler                                                                                      | 17    |       |
| 25. September | Egon Michael Salzer           | österreichisch-britisch-schwedischer Journalist                                                                 | 83    |       |
| 25. September | Harald Schaub                 | deutscher Maler                                                                                                 | 74    |       |
| 25. September | Dieter Schütz                 | deutscher Musiker und Komponist                                                                                 | 36    |       |
| 25. September | Anita Traversi                | Schweizer Schlagersängerin                                                                                      | 54    |       |
| 25. September | Stanley Waters                | kanadischer Militär, Geschäftsmann und Politiker                                                                | 71    |       |
| 26. September | Helmut Kohl                   | österreichischer Fußballschiedsrichter                                                                          | 48    |       |
| 26. September | Viviane Romance               | französische Schauspielerin                                                                                     | 79    |       |
| 26. September | Billy Vaughn                  | US-amerikanischer Musiker und Orchesterleiter                                                                   | 72    |       |
| 27. September | Rubén Buitrago Trujillo       | kolumbianischer römisch-katholischer Ordensgeistlicher, Bischof von Zipaquirá                                   | 70    |       |
| 27. September | Roy Fuller                    | englischer Dichter                                                                                              | 79    |       |
| 27. September | Richard Goldner               | österreichischer Bratschist                                                                                     | 83    |       |
| 27. September | Joe Hulme                     | englischer Fußballspieler, Cricketspieler und Journalist                                                        | 87    |       |
| 27. September | Stefan Kisielewski            | polnischer Komponist, Schriftsteller, Musikkritiker und Journalist                                              | 80    |       |
| 27. September | Karl-Heinz Köpcke             | deutscher Nachrichtensprecher                                                                                   | 68    |       |
| 27. September | Oona O’Neill                  | US-amerikanische Gelegenheitsdarstellerin                                                                       | 66    |       |
| 27. September | Alois Vansteenkiste           | belgischer Radrennfahrer                                                                                        | 63    |       |
| 28. September | Eugène Bozza                  | französischer Komponist                                                                                         | 86    |       |
| 28. September | Ilse Busch                    | deutsche Politikerin (SPD), MdL                                                                                 | 72    |       |
| 28. September | Miles Davis                   | US-amerikanischer Jazz-Trompeter                                                                                | 65    |       |
| 28. September | Dilgo Khyentse                | tibetischer buddhistischer Meister des Vajrayana-Buddhismus                                                     |       |       |
| 28. September | Ellic Howe                    | britischer Schriftsetzer, Autor und Historiker                                                                  | 81    |       |
| 28. September | Itzhak Lichtman               | polnischer Widerstandskämpfer, Holocaustüberlebender                                                            | 82    |       |
| 28. September | Friedrich Schubel             | deutscher Anglist und Hochschullehrer                                                                           | 87    |       |
| 28. September | Helga Sommerfeld              | deutsche Schauspielerin                                                                                         | 50    |       |
| 28. September | Karl F. Wolfstetter           | deutscher Botaniker                                                                                             | 51    |       |
| 28. September | Werner Zehden                 | deutscher Politiker (SPD), MdA, Verfolgter des Nationalsozialismus                                              | 80    |       |
| 29. September | James P. Coleman              | US-amerikanischer Jurist und Politiker                                                                          | 77    |       |
| 29. September | Marguerite Gaudin             | US-amerikanische Glasmalerin und Designerin                                                                     | ~82   |       |
| 29. September | Hans Preuße                   | deutscher Grafiker, Maler und Illustrator                                                                       | 72    |       |
| 29. September | Grace Zaring Stone            | US-amerikanische Schriftstellerin                                                                               | 100   |       |
| 30. September | William Albert Hiltner        | US-amerikanischer Astronom                                                                                      | 77    |       |
| 30. September | King Levinsky                 | US-amerikanischer Boxer im Schwergewicht                                                                        | 81    |       |
| 30. September | Ilona Opelt                   | deutsche Klassische Philologin                                                                                  | 63    |       |
| 30. September | Toma Zdravković               | jugoslawischer Folk-Sänger                                                                                      | 52    |       |
| September     | Manfred R. Köhler             | deutscher Synchronregisseur, Drehbuchautor und Filmregisseur                                                    | 64    |       |
| September     | Carlos Noriega                | uruguayischer Wasserspringer und Schwimmer                                                                      | 69    |       |